# Altichiero da Zevio

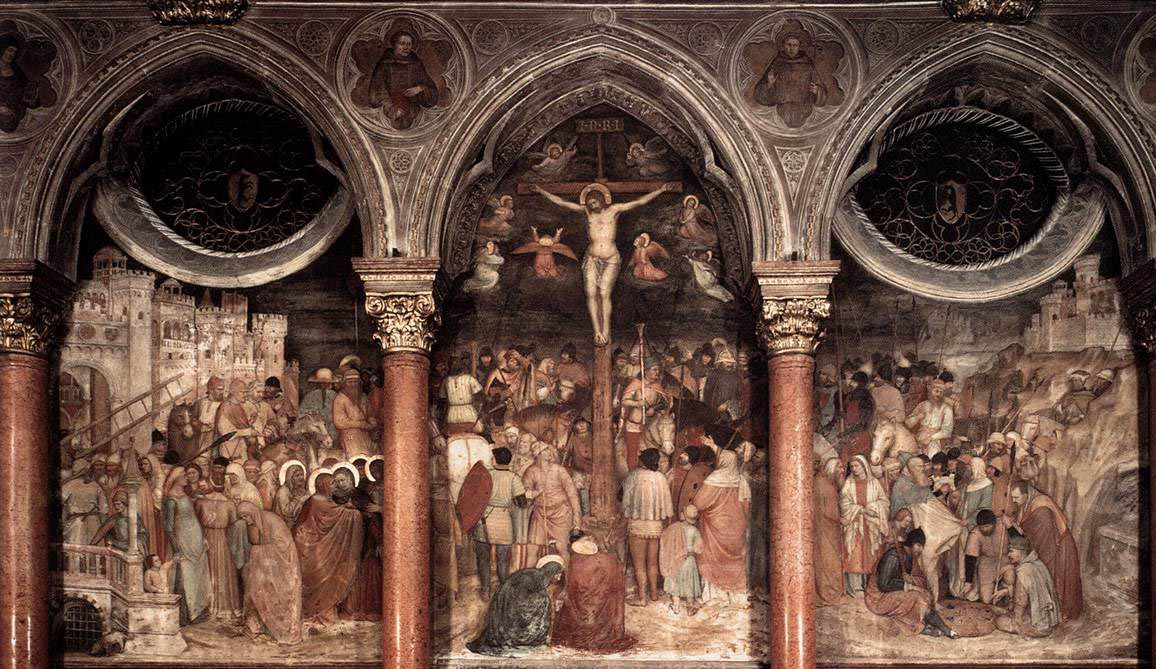
Crucifixion, Padoue

Altichiero da Zevio ou Aldighieri da Zevio (Zevio, v. 1330 - v. 1390) est un peintre italien de style gothique du Trecento (XIVe siècle italien).

## Biographie
Fils de Domenico da Zevio, Altichiero da Zevio devient élève à l'atelier de Turone di Maxio da Camenago. Ses peintures sont d'inspiration giottesque lombarde. Il a travaillé à Vérone et à Padoue (église Sant'Anastasia à Vérone et basilique de Sant'Antonio et l'oratorio di San Giorgio à Padoue) où il partage  le crédit de ces travaux  avec le peintre véronais Jacopo d'Avanzi, qui reste un peintre peu connu.
À partir de 1376 il commença à décorer l'église San Felice de Padoue, d'une œuvre vigoureuse, dépassant même celle de Giotto. Il devait en effet réussir à approfondir l'expression de ses nombreux personnages, produisant des couleurs plus riches et maîtrisant davantage la perspective. Travaillant, par ailleurs, avec Jacopo Avanzi, il réalisera dans la chapelle San Giorgio, vingt et un tableaux remarquables par la multiplicité des personnages, tous individualisés.
Altichiero demeure l'un des grands représentants de l'école padouane du Trecento. Il développe la leçon giottesque dans le sens de l'universalité spatiale et dans celui de l'actualisation narrative.

## Œuvres

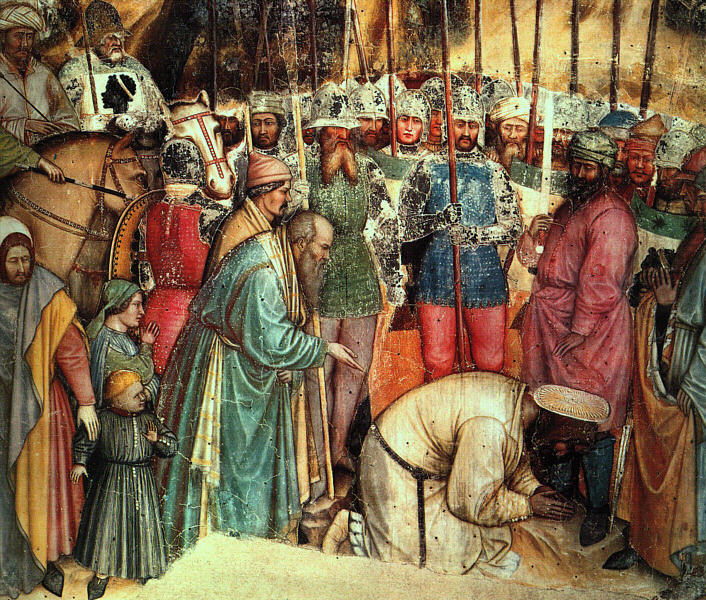
La Décapitation de saint Georges, oratoire de San Giorgio à Padoue.

- Polittico di Boi, de Caprino Veronese conservée au Museo Civico di Castelvecchio (Vérone)
- Fresques de l'église Santa Anastasia à Vérone, représentant les saint Georges, Martin et  Jacques (~1370)
- Fresques, chapelle Saint-Félix de la Basilique Saint-Antoine à Padoue, représentant des scènes de la vie de saint Jacques et la Crucifixion (1376-1379).
- Fresques de l'oratoire San Giorgio à Padoue, représentant la Crocefissione, l'Incoronazione della Vergine, la Storie dell'infanzia di Cristo et la Storie di San Giorgio, di Santa Caterina d'Alessandria e di Santa Lucia (terminées en 1384).
- Une miniature dans un manuscrit du Compendium de viris illustribus de Pétrarque, vers 1380, Bibliothèque nationale de France, Lat.6069G[2]